# كريستوفر كوري سميث
كريستوفر كوري سميث (Christopher Corey Smith) هو مؤدي أصوات أمريكي.

## أدواره في الأنمي

### مسلسلات أنمي تلفزيونية
- تنجن توبا جورين لاجان - كيتان
- بليتش - هارونوبو أوغيدو، ماكوتو كيبوني، روجورو أوتوريباياشي، وندروايس مارجيرا
- ون بيس - سباندام، سبانداين
- بليد - لوشيوس آيزاك
- يوميات المستقبل - جون باكس
- بيرسونا 4 ذي أنيميشن - دايدارا
- يورمنغاند - ليم
- يورمنغاند PERFECT ORDER - ليم
- دورارارا!! - دينيس، كينّوسكي كوزوهارا
- كيه - رين غوتو، ريوهو كامو
- بوسو رينكين - مونفيس
- فامباير نايت - كاين كروس
- فامباير نايت Guilty - كاين كروس
- توريكو - أيمارو
- جانجريف - إدي غالارد
- عسل و برسيم - شوجي هاناموتو
- هجوم العمالقة - أوروؤو بوزارد
- هجوم العمالقة: الثانوية - أوروؤو بوزارد
- إندماج الديجيمون - جيجيمون، سبلاشمون
- ساموراي تشامبلو - سوزوكيتشي

### أنمي الإنترنت
- ديفل مان: الطفل الباكي - نويل ماكيمورا

### أوفا أنمي
- البدلة المتنقلة جاندام يونيكورن - برايت نوا

### أفلام أنمي
- سنغوكو باسارا: ذا لاست بارتي - موغامي يوشياكي
- سلسلة أفلام بيرسيرك: العصر الذهبي
  - بيرسيرك: العصر الذهبي I بيضة الحاكم - حاكم ميدلاند
  - بيرسيرك: العصر الذهبي II معركة دولدراي - حاكم ميدلاند
  - بيرسيرك: العصر الذهبي III النزول - حاكم ميدلاند
- فيلم خيميائي الفولاذ: نجم ميلوس المقدس - بيتر سويوز
- بوروتو: ناروتو الفيلم - كاتاسكي

## أدواره في الرسوم المتحركة
- فارس وفادي: حرب النجوم - لوك سكايوالكر
- ميراكيولوس: مغامرات الدعسوقة و القط الأسود - روجر/روجركوب، ويز

## أدواره في ألعاب الفيديو
- سنغوكو باسارا: ساموراي هيروز - يوشياكي موغامي
- ديسيديا: فاينل فانتسي - الإمبراطور
- ديسيديا 012: فاينل فانتسي - الإمبراطور
- سلسلة ألعاب ستريت فايتر
  - ستريت فايتر IV - روفوس
  - سوبر ستريت فايتر IV - روفوس
  - سوبر ستريت فايتر IV آركيد إديشن - روفوس
  - ألترا ستريت فايتر IV - روفوس
- تيلز أوف سيمفونيا: دون أوف ذا نيو وورلد - تينيبري، زيلوس وايلدر
- فاير إمبلم أويكينينغ - يارني
- مورتال كومبات: فيرسز دي سي يونيفرس - سوبرمان

## وصلات خارجية
- كريستوفر كوري سميث على موقع IMDb (الإنجليزية)
- كريستوفر كوري سميث على موقع قاعدة بيانات الفيلم (الإنجليزية)
- كريستوفر كوري سميث على موقع ANN person (الإنجليزية)